# Двуфакторна теория на емоциите
Двуфакторната теория на емоциите е социалнопсихологическа теория, която разглежда емоциите като притежаващи два компонента (фактора): физиологично възбуждане и когниция. Според теорията „когнициите са използвани, за да обяснят значението на физиологичните реакции на външни събития.“

## Изследване на Шахтер и Сингър
Стенли Шахтер и Джеръм Сингър (1962) дават на 184 студента един от два типа инжекции: адреналин (също наричан епинефрин) или плацебо. На всички експериментирани лица е казано, че им се дава инжекция с ново лекарство наречено супероксин, за да се тества зрителното им поле. Адреналиновата инжекция предизвиква редица ефекти, включително повишено кръвно налягане, учестено дишане и повишен кръвен поток към мускулите и мозъка. Инжекцията с физиологичен разтвор няма такива ефекти.
На някои субекти е казано за очакваните ефекти на адреналина: две други групи са заблудени и им е казано, че инжекциите предизвикват тъпо главоболие и вкочаненост или им е казано, че нищо не предизвикват.
След инжекциите изследваните лица чакат в стая с други такива, които са всъщност подставени лица на експериментатора. Подставените лица се държат по два начина: весело (еуфорично) или ядосано.
Субектите, които са били заблудени или наивни относно ефектите на инжекциите се държат подобно на подставените лица, докато тези, които са информирани за очакваните ефекти на адренали показват противополжен емоционален модел. Това подсказва, че субектите, които са информирани са могли да когнитивно да атрибутират физиологичните ефекти на адреналина, докато неинформираните или слабо информираните групи не извършват такова атрибутиране. Теорията на Шахтер произлиза от тези открития и формира основата на двуфакторната теория на емоциите.